# Le Régional
Le Régional est un ancien hebdomadaire suisse gratuit d'information locale basé à Vevey et diffusé à 127 000 exemplaires dans une zone allant de Lausanne à Saint-Maurice. Il a paru de 1995 à 2020, totalisant 991 éditions.

## Histoire
Le Régional est un hebdomadaire suisse d’informations locales, gratuit, tirant  à  plus de 120 000 exemplaires. Il est distribué en tous-ménages, le jeudi, du centre de Lausanne à Saint-Maurice. Il couvre ainsi Pully, Épalinges, le district de Lavaux-Oron, Vevey et Montreux, ainsi que les deux chablais suisses. Ses bureaux sont situés à Vevey.
Créé en 1995 par Nina Brissot (à la rédaction) et Jean-Philippe Barbey (du côté commercial), son premier tirage le 9 avril, présentait une diffusion de 13 000 exemplaires.
En 2003, Stéphanie Simon rejoint l’équipe dans l’idée de développer le journal. En septembre 2004, le titre subit une grande mutation en passant de bimensuel à hebdomadaire et de 30 000 à 90 000 exemplaires. Marc Rouiller à la PAO et Serge Noyer à la rédaction sont alors engagés pour mener à bien cette opération.
À la fin de l’année 2008, le titre entre dans le groupe Edipresse pour quelques mois et Tamedia ensuite. La diffusion du Régional est étendue sur le Chablais, amenant son tirage proche des 120 000 exemplaires. Edipresse cesse alors de diffuser le 24 Hebdo Riviera-Chablais sur cette même zone.
La société anonyme reste ainsi que  les actionnaires du départ devenus minoritaires. Jean Brugger demeure président du Conseil d’administration. Nina Brissot reste à la rédaction en chef, et Stéphanie Simon est nommée à la direction du titre.
Le Régional comptait en 2020, une quinzaine de collaborateurs de diverses formations : journalistes, commerciaux et polygraphes.
En 2020, pendant la pandémie de COVID-19, annonce la fin de sa parution et le licenciement de ses collaborateurs pour cause de difficultés financières.

## Lectorat et ligne éditoriale
Le Régional compte (selon la REMP 2013-2) 100 000 lecteurs à chaque édition.
Sa ligne éditoriale originairement orientée sur la vie politique, économique et associative des communes, s'est enrichie au fil des années d’enquêtes exclusives, notamment sous la plume de Serge Noyer, ce qui lui a valu d'être le premier journal gratuit en 25 ans à figurer parmi les lauréats du Prix Berner Zeitung du journalisme local, ancêtre du Swiss Press Award, en 2008 pour ses révélations sur une affaire de corruption touchant l’exécutif de Montreux. 
Grâce à ce positionnement éditorial fort, Le Régional a remporté pas moins de trois prix de journalisme au total - Prix du journalisme local 2008, Prix Suva des médias 2019 et 2e prix du meilleur jeune journaliste 2020, par Amit Juillard -  conférant a cet hebdomadaire gratuit une reconnaissance de ses pairs et un intérêt grandissant, tant de la part de ses lecteurs que de ses annonceurs.